# Сисидо, Дзё
Дзё Сисидо (яп. 宍戸 錠 Сисидо Дзё:); (6 декабря 1933, Осака, Япония — 21 января 2020) — японский актёр кино, снявшийся почти в 300 картинах. Один из самых востребованных артистов жанра Якудза эйга, и его поджанра Мукокусэки акусён (яп. 無国籍アクション, буквально — безграничный/беспредельный экшн).

## Биография
Дзё Сисидо родился 6 декабря 1933 года в Осаке. Семья была многодетной, но её глава оказался удачливым предпринимателем и вскоре купил собственный дом в столице. Однако во время войны при бомбежке дом был разрушен, и семье уехала в провинциальный город Сироиси, префектура Мияги. После войны в Токио вернулся только Дзё — в качестве студента театрального факультета университета Нихон. Через два года он участвует в конкурсе, организованном в поисках новых лиц киностудией Nikkatsu (Никкацу), и становится одним из 20 победителей среди 8000 претендентов. Его имя по совету продюсеров произносится модно, на американский манер «Джо Шишидо». В те годы главное влияние на становление начинающего актёра оказали режиссёры Тому Утида и Сёхэй Имамура.

Однако, Дзё Сисидо понимал, что первые фильмы не принесут ему успех, так как во многом просто эксплуатируют его образ молодого наивного юноши или восторженного Ромео, которых на студии и так хватало. Дзё принимает непростое решение создать новый имидж: пластический хирург при помощи силиконовых имплантов увеличивает артисту щёки. В изменившимся актёре некоторые видят «занятного грызуна», но большинство — отчаянного мерзавца и негодяя. К концу 1950-х годов Дзё Сисидо снимается уже во многих фильмах пусть не главным, но важным второстепенным персонажем: другом основного героя или первым его врагом. Именно таким партнёром он стал для Акиры Кобаяси в «Бродягах с гитарой». По мнению критика Феликса Зилича: «В считанные месяцы парень из Осаки стал для всего мира воплощением идеального убийцы. Профессиональным киллером, стрелком и ганфайтером. Безжалостным и циничным, но при этом добрым, как Карлсон». После того, как Сэйдзун Судзуки выпустил ленту «Молодость зверя» (1963 год, снята по мотивам «Кровавой жатвы» Дэшилла Хэммета), Дзё Сисидо стал настоящей звездой. Он принимает участие во многих десятках проектов, главным образом под руководством Сэйдзуна Судзуки, и работает почти круглосуточно. Японская пресса отмечает его способность создавать на экране какой-то необычный реализм — и театральный, и физически ощутимый. Но в первую очередь Сисидо был суперменом, стрелком, выхватывающим пистолет на мгновение раньше противника, гангстером по кличке «Туз Дзё» (яп. エースのジョ), закрепившейся и за самим актёром. Обозреватель Telegraph в 2010-е так описывает типичного героя Сисидо (в комментарии к фильму «Рождённый убивать»): 
В центре — Ханада, наёмный убийца в исполнении Джо Шишидо, чьи строгие глаза и надутые коллагеном, почти по Линчу, щёки часто можно было видеть в дешёвых японских кинотеатрах в 1960-х. Ханада — третий номер из лучших киллеров Токио со стильной виллой, гламурной женой и либидо, которому позавидует Джеймс Бонд, <…> одержим желанием стать первым и берёт на себя ряд заказов возрастающих по безумной сложности исполнения в стремлении пройти эти две последние ступени.
Однако, к концу 1960-х годов интерес зрителя к Якудза эйга начинает ослабевать, а с 1971 года студия Никкацу полностью переходит на съёмки картин Pinku eiga — жанре, эксплуатирующем тему выживания женщины в криминальных условиях, содержащим сцены чрезмерного насилия и эротики на грани порнографии. Сисидо на видел применения своей харизмы в подобном кино и разорвал контракт. Позже он снялся в нескольких фильмах других студий, а также много работал на телевидении, где вёл собственную кулинарную передачу. В 2001 году Дзё Сисидо снова обращается к пластическому хирургу с просьбой удалить его силиконовые импланты, операцию показывают по телевидению в прямом эфире. В 2010-х годах пожилого уже актёра по-прежнему приглашают сниматься в кино.
Дзё Сисидо родной (старший) брат актёра Эдзи Гё, отец актёра Каи Сисидо.

## Избранная фильмография
| Год  |   | Русское название                                       | Оригинальное название                                                         | Роль               |
| ---- | - | ------------------------------------------------------ | ----------------------------------------------------------------------------- | ------------------ |
| 1955 | ф | Женщина с Гинзы                                        | Ginza no onna                                                                 |                    |
| 1958 | ф | Ржавый нож                                             | 錆びたナイフ / Rusty Knife                                                    | Симабара           |
| 1958 | ф | Ни тени, лишь голос                                    | 影なき声 / Voice Without a Shadow                                             |                    |
| 1960 | ф | Стрелок Рюдзи: Человек, который зловеще смеется        | Kenjû burai-chô: Nukiuchi no Ryû                                              | «Серебряный кольт» |
| 1963 | ф | Детективное агентство 23: Чтоб вы, черти, провалились! | (探偵事務所２３ くたばれ悪党ども / Detective Bureau 2-3: Go to Hell Bastards! | Хидео Тадзима      |
| 1963 | ф | Молодость зверя                                        | 野獣の青春 / Youth of the Beast                                               | Дзё Мидзуно        |
| 1964 | ф | История одного преступления                            | 拳銃残酷物語 / Cruel Gun Story                                                | Тогава             |
| 1964 | ф | Ворота плоти                                           | 肉体の門 / Gate of Flesh                                                      | Синтаро Ибуки      |
| 1967 | ф | Мой паспорт – кольт                                    | 拳銃は俺のパスポート / A Colt Is My Passport                                  | Судзи Камимура     |
| 1967 | ф | Рождённый убивать                                      | 殺しの烙印 / Branded to Kill                                                  | Горо Ханада        |
| 1968 | ф | Возмездие                                              | 縄張はもらった / Retaliation                                                  | Хино               |
| 1971 | ф | Лекция о половом созревании                            | のメッタメタガキ道講座                                                        |                    |
| 1974 | ф | Битвы без чести и совести: Последний эпизод            | 仁義なき戦い 完結篇 / Battles Without Honor and Humanity: Final Episode       | Содзо Хироно       |
| 1974 | ф | Новые битвы без чести и жалости                        | 新 仁義なき戦い / New Battles Without Honor and Humanity                      | Содзо Хироно       |
| 1977 | ф | Повесть о печали и скорби                              | 悲愁物語 / A Tale of Sorrow and Sadness                                       | сыщик              |
| 1978 | ф | Бандиты против самураев                                | 雲霧仁左衛門 / Bandits vs. Samurai Squadron                                   | эпизод             |
| 1981 | ф | Рисунки Хокусая                                        | 北斎漫画 / Edo Porn                                                           | Дзиппэнся Икку     |

## Комментарии
1. ↑  IMDb приводит список из 144 фильмов.